# Eriswil
Eriswil là một đô thị ở huyện Trachselwald ở bang Berne. Đô thị này có diện tích 11,34 km2, dân số năm 2020 là 1358 người.